# Anderson Lopes
Anderson José Lopes de Souza, mais conhecido como Anderson Lopes (Recife, 15 de setembro de 1993), é um futebolista brasileiro que atua como centroavante. Atualmente joga pelo Lion City Sailors.

## Carreira
Anderson iniciou muito cedo a treinar na base do Sport, da sua cidade natal. Chegou a ser sondado para atuar no Cruzeiro mas, influenciado pelo seu amigo de infância e também atleta profissional Walter, Anderson seguiu para o Rio Grande do Sul, aonde foi para a categoria de base do São José-RS.
No ano de 2007 Anderson foi contratado pelo Internacional, quando de cara conquistou o Campeonato Gaúcho Sub-17, depois o Campeonato Gaúcho Sub-20 em 2011 e ainda o Campeonato Brasileiro Sub-17 de 2012.

### Avaí
Em 2012, Anderson se transferiu para ás categorias de base do Avaí, onde permaneceu até o ano seguinte, já estreando no time principal. E essa estreia já foi como titular, no empate em 3–3 com o Guarani de Palhoça no estádio Renato Silveira, em Palhoça. O jogo ocorreu no dia 27 de fevereiro e era válido pela quinta rodada do turno do Campeonato Catarinense.
Sem ter tido muitas oportunidades no Avaí, apenas dois jogos em 2013, Anderson chegou a iniciar a temporada seguinte com o time principal, mas logo acabou sendo emprestado ao Marcílio Dias.

### Marcílio Dias
Anderson Lopes chegou ao Marcílio Dias com o intuito de reforçar a equipe no Campeonato Catarinense de 2014. Sua estreia pelo Marinheiro ocorreu no dia 26 de janeiro de 2014, quando o Marcílio foi derrotado em casa pelo Metropolitano na primeira rodada da competição. O jogo terminou 2–1 para o adversário, e Anderson foi o autor do gol do time de Itajaí.
Ao final da competição o Marcílio terminou a competição na sétima colocação, e Anderson foi o vice-artilheiro do time com seis gols, um a menos que o artilheiro Schwenck e dois a menos que o artilheiro da competição Régis da Chapecoense. Anderson ainda foi eleito um dos destaques do campeonato, sendo agraciado com a bola de bronze na categoria "Jogador Jovem Revelação".

### Retorno ao Avaí
Após o bom momento vivido no Marcílio, Anderson retornou ao Avaí. Sua reestreia pelo time aconteceu no dia 3 de maio de 2014, quando o Avaí venceu o Vila Nova por 1–0 no Estádio Serra Dourada, jogo válido pela terceira rodada da Série B do Campeonato Brasileiro.
Mas o primeiro jogo de grande destaque de Anderson no Avaí ainda estava por vir. O Avaí disputava a segunda fase da Copa do Brasil e havia perdido o jogo de ida para o ASA por 3–2, precisando vencer o jogo de volta na Ressacada por pelo menos um gol de diferença, desde que não tomasse dois ou mais gols. O Avaí saiu perdendo a partida por 1–0, gol anotado por Wanderson aos 17 minutos do segundo tempo, e Anderson empatou aos 34 e virou o jogo aos 39 minutos, classificando o time para a próxima fase. Este jogo ficou marcado também como o primeiro em que Anderson balançou as redes pelo Avaí.
Anderson terminou o ano de 2014 como o principal atacante do Avaí na temporada, apesar de não ter feitos tantos gols. O clube estava vivendo uma crise dos jogadores de ataque desde o ano de 2013 e quando Anderson voltou de empréstimo ajudou a amenizar essa crise. Foi o atacante que mais atuou como titular no time no ano e foi vice-artilheiro da posição com 6 gols, atrás apenas de Roberto, com 10 gols. 
No fim da temporada foi premiado, junto com todo o elenco com o acesso à Série A do Campeonato Brasileiro de 2015. Foi peça fundamental para o acesso.
2015
Anderson ficou no time azurra para a temporada 2015 já que seu contrato expirava somente em 2019. Uma das principais esperanças de gols, traçou metas para a nova temporada. Uma delas seria não passar mais de três jogos sem balançar as redes (um de muitos conselhos dados pelo também atacante e ídolo avaiano, Evando).
Começou muito bem, fazendo dois gols no empate de 2–2 contra o Joinville na Arena, pela 1ª rodada do Campeonato Catarinense. Depois disso, perdeu espaço e foi para o banco devido a chegada de André Lima e as boas apresentações do colega Rômulo, também formado na base do time catarinense. Porém, no jogo contra o seu ex-clube, o Marcílio Dias, onde o Avaí precisa vencer para sair da lanterna e tentar se recuperar no campeonato, o jovem atacante foi decisivo. O jogo estava empatado em 2–2 (depois de o Avaí ter feito 2–0), o campo molhado, ruim e cheio de lama. Anderson entrou no lugar de Roberto e marcou dois belos gols de fora da área para manter o time de Florianópolis no campeonato, o Marinheiro ainda fez mais um, mas foi o Leão quem triunfou. Anderson não comemorou nenhum dos gols.
No primeiro clássico em que participou Anderson foi titular, Roberto lesionou-se. Anderson começou bem a partida no Estádio da Ressacada, válida pela 7ª rodada do estadual, apesar de o Figueirense ter aberto o placar logo aos 3 minutos de jogo com Mazola. Aos 25, Lopes se envolveu em uma pequena confusão com o lateral do Figueirense, William Cordeiro, os dois foram expulsos pelo árbitro Sandro Meira Ricci. Marquinhos empatou o jogo para o time da casa aos 11 minutos do segundo tempo, o jogo terminou com esse placar, 1–1.
Apesar do empate, o Avaí já não tinha mais chances de se classificar para o hexagonal final, que iria decidir o campeão catarinense de 2015. O Leão sofreu uma punição de 6 pontos na tabela pela escalação irregular do zagueiro Antonio Carlos no jogo contra o Marcílio Dias, onde Anderson fez dois gols.
Viveu um Brasileirão 2015 de altos e baixos, fez 26 jogos e marcou 5 gols na competição. O Avaí foi rebaixado na última rodada do campeonato, mas mesmo assim Lopes conseguiu terminar bem o ano.

### Atlético Paranaense
No dia 30 de dezembro de 2015, foi anunciado como novo reforço do Atlético Paranaense. Estreou com a camisa rubro-negra no dia 27 de janeiro de 2015 na vitória de 1–0 sobre o Fluminense, na 1ª rodada da Copa Sul-Minas-Rio.

### Sanfrecce Hiroshima
No dia 5 de julho de 2016, sem muitas oportunidades no "Furacão", Anderson Lopes foi emprestado para o Sanfrecce Hiroshima.

## Vida Pessoal
Anderson Lopes é casado e tem uma filha. Ele também é amigo de infância do atacante Walter que começou junto com ele na carreira como jogador. Os dois (Walter e Anderson Lopes) atuaram juntos pelo Clube Atlético Paranaense.

## Estatísticas
Última atualização: 2 de março de 2015.
| Clube             | Temporada         | Campeonato nacional¹ | Campeonato nacional¹ | Copa nacional² | Copa nacional² | Campeonato estadual³ | Campeonato estadual³ | Amistoso | Amistoso | Total    | Total |
| Clube             | Temporada         | Partidas             | Gols                 | Partidas       | Gols           | Partidas             | Gols                 | Partidas | Gols     | Partidas | Gols  |
| ----------------- | ----------------- | -------------------- | -------------------- | -------------- | -------------- | -------------------- | -------------------- | -------- | -------- | -------- | ----- |
| Avaí              | 2013              | 0                    | 0                    | 0              | 0              | 2                    | 0                    | 0        | 0        | 2        | 0     |
| Avaí              | 2014              | 13                   | 2                    | 3              | 2              | 0                    | 0                    | 1        | 1        | 17       | 6     |
| Avaí              | 2015              | 0                    | 0                    | 0              | 0              | 8                    | 5                    | 0        | 0        | 8        | 5     |
| Total             | Total             | 13                   | 2                    | 3              | 2              | 10                   | 5                    | 1        | 1        | 27       | 11    |
| Marcílio Dias     | 2014              | —                    | —                    | —              | —              | 15                   | 6                    | 0        | 0        | 15       | 6     |
| Total na carreira | Total na carreira | 13                   | 2                    | 3              | 2              | 25                   | 11                   | 1        | 1        | 42       | 17    |

¹Em Campeonato nacional, incluindo jogos e gols pelo Campeonato Brasileiro da Série B.

²Em Copa nacional, incluindo jogos e gols pela Copa do Brasil.

³Em Campeonato estadual, incluindo jogos e gols pelo Campeonato Catarinense.

## Títulos
Internacional[carece de fontes?]
- Campeonato Gaúcho Sub-17: 2007
- Campeonato Gaúcho Sub-20: 2011
- Campeonato Brasileiro Sub-17: 2012

Atlético Paranaense[carece de fontes?]
- Campeonato Paranaense: 2016

Yokohama F Marinos[carece de fontes?]
- Campeonato Japonês: 2022
- Supercopa do Japão: 2023